# Apeadeiro de Garvão
O Apeadeiro de Garvão é uma gare encerrada da Linha do Sul, que servia a localidade de Garvão, no concelho de Ourique, em Portugal.

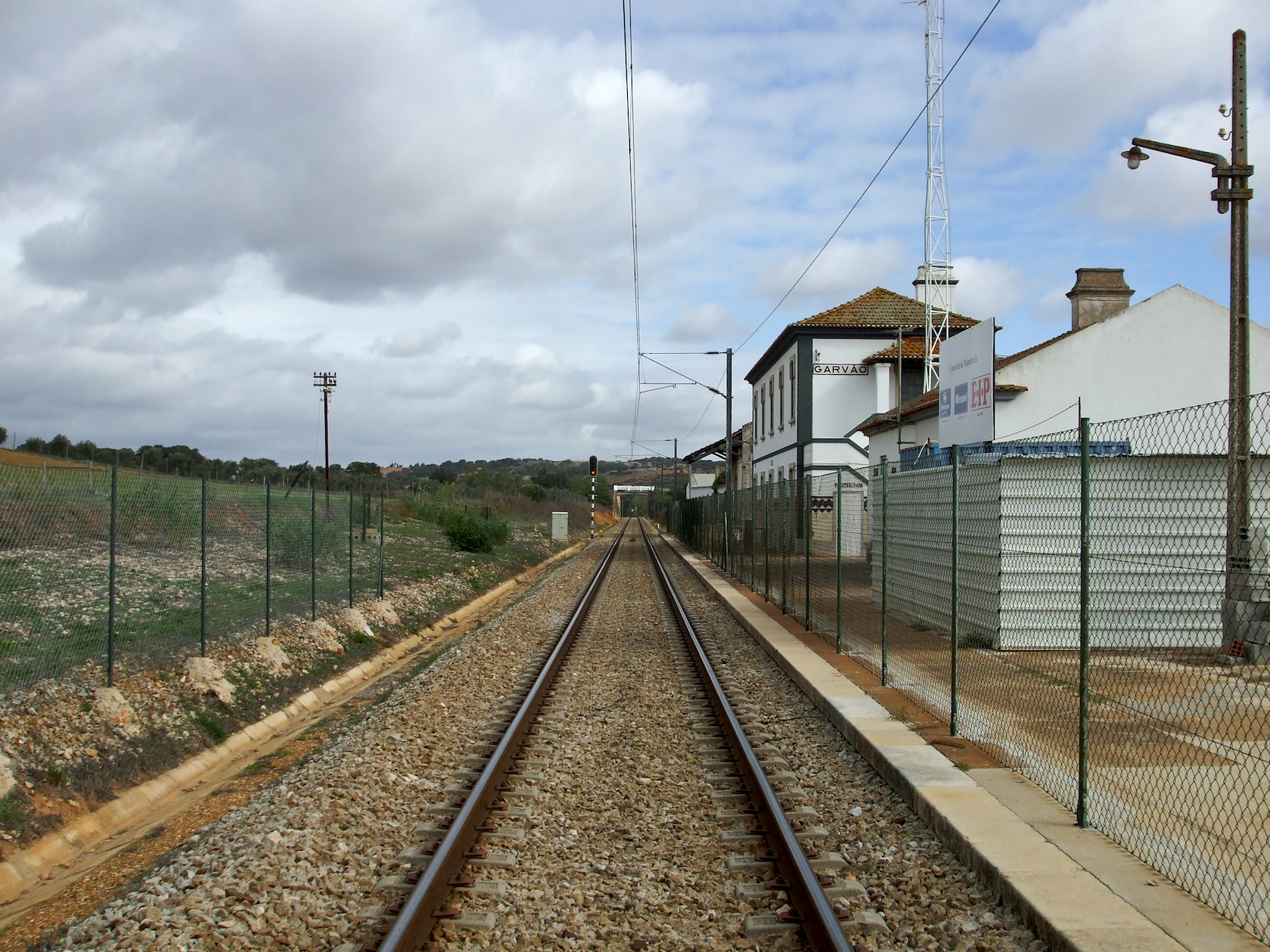
Apeadeiro de Garvão, em 2009

## História
Esta interface encontra-se no troço entre Amoreiras-Odemira e Casével, que entrou ao serviço em 3 de Junho de 1888, como parte do Caminho de Ferro do Sul.
Em 16 de Abril de 1897, a Gazeta dos Caminhos de Ferro noticiou que os empresários Henrique Mitchell e João da Câmara tinham pedido a concessão para uma linha no sistema Decauville entre a estação de Garvão e Portimão, passando por Odemira e Aljezur, com um ramal para Lagos.
Em Janeiro de 1899, foi aberto um inquérito administrativo para a apreciação do público sobre os projectos ferroviários dos Planos das Redes Complementares ao Norte do Mondego e Sul do Tejo, incluindo uma linha de via larga de Estação de Setúbal a Garvão por Alcácer do Sal e Grândola.
Num estudo de 1901 do Conselho de Administração dos Caminhos de Ferro do Estado sobre as ligações rodoviárias às estações e apeadeiros, informou-se que ainda não estava construída a estrada distrital n.º 189, que iria atravessar a via férrea na estação de Garvão e a ligaria a Almodôvar e ao Cercal do Alentejo.
Em 23 de Agosto de 1914, entrou ao serviço o troço da Linha do Sado entre Garvão e Alvalade. No entanto, Garvão apenas foi um ponto de bifurcação provisório entre as duas linhas, tendo este sido criado de forma definitiva com a construção da Estação de Funcheira em 1919.
Em 12 de Agosto de 1922, o Partido Liberal Republicano organizou um congresso distrital em Beja, onde se discutiram as prioridades a reivindicar pelo partido, incluindo uma linha de Garvão a Mértola.
Um diploma da Direcção Geral de Caminhos de Ferro, publicado no Diário do Gerno n.º 114, II Série, de 19 de Maio de 1951, classificou como sobrante uma parcela de terreno no interior da estação de Garvão, situada entre os Pks 219,844.85 e 219,937.35 da linha.

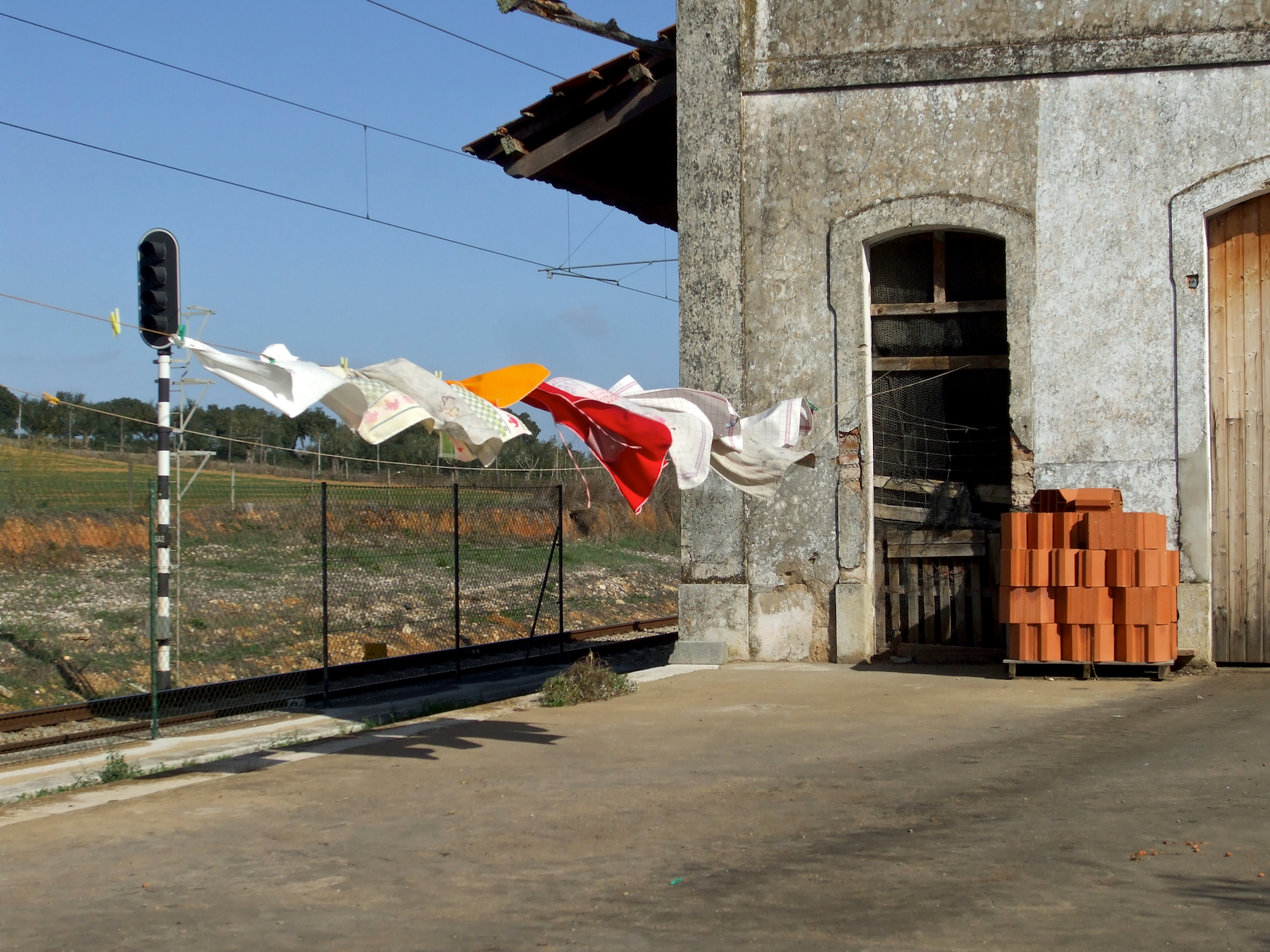
Antigo armazém de Garvão, em 2009